# Зоя Светова
Зоя Феликсовна Светова e руска журналистка, публицистка и правозащитничка. Била е експерт в институт „Отворено общество“ в Москва (2000 – 2002) по програми свързани с развитието на правата, съдебната система и на тема по правата на човека в Русия.

## Биография
Зоя Светова е родена на 17 март 1959 година в град Москва. През 1982 година завършва Московския държавен лингвистически университет.

### Семейство
Родена е в семейството на:
- баща – Феликс Светов (1927 – 2002), писател и дисидент
- майка – Зоя Крахмалникова (1929 – 2008), писателка, журналистка, активист за правата на човека, член на дисидентското движение

## Кариера
Започва с публикации в списание „Семейство и училище“. От 1991 до 1993 година води рубриката „Неделно училище“. В периода от 2001 до 2003 година работи във вестник „Нови известия“. Създава вестник „Руски куриер“. В периода от 1995 до 2005 година публикува статии в руски издания, като: „Комерсант“, „Руски телеграф“, „Обща газета“, „Нова газета“, „Московски новости“, и др.